# 世紀帝國II：拉者崛起
《世紀帝國II：王者崛起》（又译作）是1999年即時戰略遊戲《世紀帝國II：帝王世紀》的第四個擴充資料片，僅限於Steam平台的HD版本。本資料片新增了四個東南亞文明且更新了印度種族的建築風格，遊戲中也增加了一些新單位、建築和物件。
拉者為南亞、東南亞以及印度等地對國王、君主或酋長的稱呼，又譯作拉惹。

## 遊戲內容

### 文明
《世紀帝國II：王者崛起》中，新增了以下新文明，每個文明都有一至兩種特色單位與特色科技，且各有其所屬的建築風格。相關資訊以最新版本以及遊戲內翻譯為主。
| 原名       | 文明   | 建築風格 | 文明定位           | 特色兵種             | 城堡時代特色科技 | 帝王時代特色科技 | 世界奇觀原型 |
| ---------- | ------ | -------- | ------------------ | -------------------- | ---------------- | ---------------- | ------------ |
| Burmese    | 緬甸人 | 東南亞   | 僧侶與大象種族     | 飛鏢騎兵             | 象轎             | 曼尼普爾騎兵     | 仰光大金寺   |
| Khmer      | 高棉人 | 東南亞   | 攻城武器與大象種族 | 弩砲戰象             | 象牙劍           | 雙弩箭           | 吳哥窟       |
| Malay      | 馬來人 | 東南亞   | 海軍種族           | 爪刀勇士             | 海上霸主         | 強制徵兵         | 普蘭巴南     |
| Vietnamese | 越南人 | 東亞     | 弓兵種族           | 藤甲弓兵、帝王戰矛兵 | 恰特拉傘         | 紙幣             | 寧福寺       |

### 戰役
共新增4篇戰役，每個新文明皆有一篇的篇章。
- 加查·馬達

(1293至1364年)
在爪哇島上，一顆新星冉冉升起。
加查·馬達，作為滿者伯夷的攝政王，
決心要建立一個統治這片大海上數千島嶼的龐大帝國。
他能否既效忠於王室，又實現自己的野心抱負呢？
在這個戰役中，您將使用馬來人。
- 蘇利耶跋摩一世

(1006至1050年)
公元十一世紀初，高棉國逐漸落魄衰敗。
其中一位王子，蘇利耶跋摩，證明了他有魄力及詭詐的手段能阻止帝國的衰敗。
然而成王只是挑戰的開始。蘇利耶跋摩能否戰勝一切，開創屬於自己的千秋霸業呢？
在這個戰役中，您將使用高棉人。
- 莽應龍

(1538至1581)
曾有一位蠻王想把四分五裂的國家重新統一起來，但是由於有內奸背叛，
他未竟的使命要由他最忠誠的侍衛來完成。
平民出身的他是否可以繼承緬甸王位，建立起東南亞歷史上最大的國家呢？
在這個戰役中，您將使用緬甸人。
- 黎利

(1418至1427年)
當大越陷於內亂紛爭之際，明朝趁虛而入佔據了這片地區
。而今，要想重獲獨立自由，就要依靠一個人：一位名叫黎利的有志貴族青年。
他能否平息內鬥，抵抗明朝大軍並帶領大越再次獨立呢？
在這個戰役中，您將使用越南人。